# Ivo Trajkov
Ivo Trajkov (* 27. Juni 1965 in Skopje, SR Mazedonien, SFR Jugoslawien) ist ein nordmazedonischer Regisseur und Autor.

## Leben
Ivo Trajkov schloss an der Film- und Fernsehfakultät der Akademie der Musischen Künste (FAMU) in Prag ein Studium ab und beschloss anschließend seine Karriere in Tschechien zu beginnen. Er schrieb Drehbücher und produzierte Filme unterschiedlichster Genres: Comedy, Dokudrama, Historienfilm und Experimenteller Film. Ivo Trajkov leitet das Department für Postproduktion der FAMU.
International bekannt wurde er durch den Film Der Tag, als Stalins Hose verschwand (2004). Seine Produktion gewann auf dem Filmfestival in Valencia insgesamt fünf Preise, unter anderem als bester Film und für die beste Kamera.
Ivo Trajkov ist mit Verica Nedeska verheiratet. Das Paar hat ein Kind.

## Filmographie
- 2015: Honey Night
- 2013: For Losers Only (Kurzfilm)
- 2011: 90 Minuten – Das Berlin Projekt
- 2009: Ocas jesterky
- 2007: Movie
- 2004: Der Tag, als Stalins Hose verschwand (Golemata Voda)
- 1998: Minulost
- 1993: Kanarska spojka
- 1992: Jan (Fernsehfilm)

## Einzelbelege
1. ↑  Pro-idea s.r.o. / www.pro-idea.cz: Ivo Trajkov | MIDPOINT International Script Development Program. In: www.midpoint-center.eu. Abgerufen am 20. Dezember 2016.
2. ↑  Mostra de València-Cinema del Mediterrani: 2005 Awards. In: IMDB. Abgerufen am 25. Mai 2022 (englisch).
3. ↑  Ivo Trajkov. In: IMDb. Abgerufen am 20. Dezember 2016.

| Personendaten    | Personendaten                         |
| ---------------- | ------------------------------------- |
| NAME             | Trajkov, Ivo                          |
| KURZBESCHREIBUNG | nordmazedonischer Regisseur und Autor |
| GEBURTSDATUM     | 27. Juni 1965                         |
| GEBURTSORT       | Skopje                                |